# Ubaporanga (ort)
Ubaporanga är en ort i Brasilien.   Den ligger i kommunen Ubaporanga och delstaten Minas Gerais, i den sydöstra delen av landet, 700 km sydost om huvudstaden Brasília. Ubaporanga ligger 520 meter över havet och antalet invånare är 16 400.
Terrängen runt Ubaporanga är kuperad åt sydost, men åt nordväst är den platt. Ubaporanga ligger nere i en dal. Närmaste större samhälle är Caratinga, 17,5 km söder om Ubaporanga.
Omgivningarna runt Ubaporanga är huvudsakligen savann. Runt Ubaporanga är det ganska tätbefolkat, med 60 invånare per kvadratkilometer.